# Tawiniya

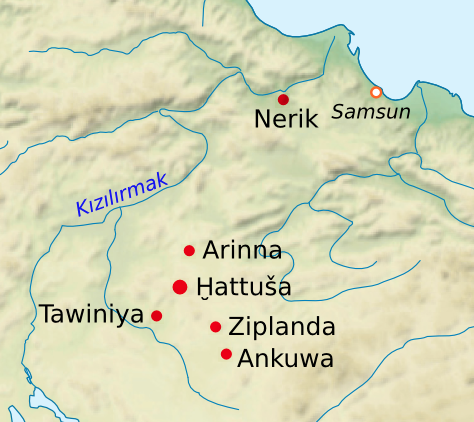
Auf der Karte wird Tawiniya bei Büyüknefes lokalisiert.

Tawiniya war eine bedeutende hethitische Kultstadt, seine Hauptgottheit war der Vegetationsgott Telipinu. Es lag in der Nähe der Hauptstadt Ḫattuša. Aufgrund des Namens wird es mit dem antiken Ort Tavium gleichgesetzt. Alternativ wird es auch mit Tonea gleichgesetzt, dessen Lage unbekannt ist.

## Geschichte und Lage
Der Ort wird  erstmals in Urkunden der altassyrischen Handelsniederlassung von Kültepe genannt, als kārum Tamnia oder Tawinia. Es war damals der Hauptort eines Stadtstaates mit eigenem König.
Bereits in althethitischer Zeit war es eine bedeutende Kultstadt, die an den wichtigen Festen, wie dem AN.TAḪ.ŠUM-Fest oder dem KI.LAM-Fest, vom hethitischen Großkönig aufgesucht wurde, um Rituale durchzuführen. In Ḫattuša, von dem es nicht weiter als ein Tagesmarsch entfernt war, gab es ein Tawiniya-Tor, das in der Nähe des Löwentors vermutet wird.
Die Stadt wird mit dem antiken Tavium gleichgesetzt, das beim heutigen Büyüknefes vermutet wird, etwa 20 Kilometer südwestlich von Ḫattuša. Dieser Platz war seit dem Chalkolithikum besiedelt und war ein bedeutender Zentralort während der Bronzezeit. Auch nach dem Untergang des Hethiterreichs behielt der Ort seine Zentrumsfunktion.

## Kulte
Tawiniya war eine wichtige Station bei Kultreisen, die anlässlich verschiedener Feste durchgeführt wurden. So wurde am vierten Tag des AN.TAḪ.ŠUM-Frühlingsfestes die kurša-Jagdtasche, die den Gott Zitḫariya symbolisiert, von Ḫattuša nach Tawiniya gebracht, und ging am nächsten Tag weiter nach Ḫiyašna, dessen Lage unbekannt ist. Während des nuntarriyašḫa-Festes wurde in Tawiniya eine Fackelfeier abgehalten.
Tawiniya war der Hauptkultort des ursprünglich hattischen Gottes Telipinu, von dem in einem hethitischen Geburtsritual gesagt wird, der „schreckliche“ Telipunu habe seinen Sitz in Tawiniya gewählt. Die zweite wichtige Gottheit war die Göttin Tetešḫapi (hatt. „Große Göttin“). Ihr zu Ehren wurde während des purulliya-Festes in Tawiniya ein mehrtägiges Jagdfest abgehalten. Eine hethitische Urkunde enthält die Bestimmung, dass die Göttin Kattaḫḫa (hatt. „Königin“) solange in Tawiniya verehrt werden solle, solange ihr Tempel im benachbarten Ort Ḫadanta nicht steht.
Während der Antike wurde gemäß Strabon in Tavium eine Kolossalstatue des Zeus Tavianos verehrt.